# João, Marquês de Montemor-o-Novo
D. João de Bragança, primeiro e único Marquês de Montemor-o-Novo (c.1432- Sevilha, 30 de Abril de 1484), era filho de D. Fernando I de Bragança (2.º duque de Bragança) e de D. Joana de Castro, foi 1.º Marquês de Montemor-o-Novo e 7.º Condestável de Portugal. Devido a conflictos com D. João II, viria a exilar-se em Castela, sendo na sua ausência condenado à morte pelo Rei.

## Biografia
Casou, antes de 25 de Julho de 1460 com D. Isabel de Noronha ou Henriques, filha de D. Pedro de Noronha (1379 - 12 de Agosto de 1452), bispo de Évora, e de Branca Dias Perestrelo (c. 1390 -?), filha de Fillipo Pallastrelli e de Catarina Vicente, legitimada por carta de 13 de Agosto de 1444. Não deixou descendência.
Por carta de 30 de Outubro de 1471 foi-lhe dado o senhorio de Montemor-o-Novo e em 25 de Abril de 1473 foi feito Condestável de Portugal, como havia sido seu bisavô, D. Nuno Álvares Pereira, sendo o 7.°   detentor deste cargo. Em 1478, o rei D. Afonso V de Portugal concedeu-lhe o título de Marquês de Montemor-o-Novo.

### Pena e morte
Devido a severas contradições com a Coroa viria a ser desterrado de Montemor-o-Novo por D. João II de Portugal, indo acolher-se no Reino de Castela. Na sua ausência, foi condenado por traição e sentenciado à morte, tendo a sentença sido simbolicamente executada em efígie em Abrantes, a 12 de Setembro de 1483, devido a D. João de Bragança ter recusado voltar a Portugal para ser submetido a julgamento. Registra o seu contemporâneo Garcia de Resende, então jovem, a cerimónia:
| “ | E pubricamente foy alli trazida hũa estatua do marquês natural como viva que se parecia com ele, e vinha armado de todas armas, e emcima dellas sua cota d' armas, e na mão dereyta hũa espada alta, e na esquerda hũa bandeyra quoadrada de suas armas; e alli pollos juizes lhe foram lidas em alta voz suas culpas, e logo per todolos juizes e desembargadores sentenceado que morresse per justiça morte natural e pubricamente fosse degolado. E acabada de ler a sentença veo hum rey d' armas e em voz alta dizia: "Por quanto vós, condestabre, por vosso tam grande oficio ereis obrigado a ter muyta lealdade a vosso rey, e a servi-lo e ajudar a defender seus reynos, e vós nam no fizestes, antes trabalhastes e precurastes por lhe ofender e lhe fostes desleal, nam mereceis ter tal espada", e logo lhe foy tirada da mão; e tornou logo a dizer: "Por quanto vós, marquês, por vossa grande dinidade vos foy dada bandeyra quoadrada como a principe, e por esta honrra e dinidade de que recebestes ereis obrigado guardar a honrra e estado d' el-rey vosso senhor, e servi-lo e acatá-lo como a natural e verdadeiro rey e senhor, e vós tudo ysto fizestes ao contrayro, tal bandeira nam deveis ter porque a nam mereceis", e lha tomaram logo da mão; e pola mesma maneira e cerimonia lhe tirarão a cota d' armas e armadura da cabeça e todas as outras peças das armas, atee ficar desarmado em calças e em gibam. E entam veo hum pregoeyro e hum algoz e com pregam de justiça, em que decrarava suas culpas, lhe cortaram a cabeça de que sayo sangue arteficial que parecia que era d' omem vivo. E acabada esta grande cerimonia de justiça que durou muito, se deceram todos do cadafalso, e logo foy posto fogo nele, e a estatua e o cadafalso todo assi como estava foy queimado, cousa que pareceo espantosa. E o marquês sendo disto sabedor foy muy anojado e triste; e dahi a pouco tempo se finou em Castella onde estava. | ” |

Conseguindo assim fugir à execução (ao contrário do seu irmão, D. Fernando II, 3º Duque de Bragança, que foi condenado por traição e executado em Évora em 20 de Junho de 1483), veio pouco depois a morrer em Sevilha, a 30 de Abril de 1484 no Mosteiro de Santa Paula, das religiosas Jerónimas daquela cidade.